# لجنة التوفيق الدولية
لجنة التوفيق الدوليّة، أنشأت الأمم المتّحدة لجنة التوفيق الخاصّة بفلسطين (UNCCP ) في 11 كانون الأول/ديسمبر 1948، والمتعلّق بالتسّوية السلميّة للقضيّة الفلسطينيّة. اتّخذت الجمعيّة العامّة قرارًا يُعتبر الثاني في الأهميّة بعد قرار التقسيم الأصليّ، وأهميّة هذا القرار تجئ من  تناوله مواضيع خاصّة، في مقدّمتها قضيّة عودة اللاجئين، وتعويضهم، وتأليف لجنة التوفيق الفلسطينيّة وصلاحياتها. وقد تضمّن هذا القرار، بعد الديباجة، خمس عشرة مادّة.
ولم تحظَ هذه اللّجنة بشهرة سائر هيئات الأممّ المتّحدة المسؤولة عن قضيّة فلسطين، ويمكن ردّ ذلك إلى خمولها الدبلوماسي والتقنيّ خلال ما يزيد عن ستين عامًا، إضافة إلى كون أرشيفاتها لا تزال مغلقة أمام الباحثين. غير أن قسمًا كبيرًا من سجلات اللّجنة قد رُقمِنت وأُتيحت عبر نظام معلومات الأمم المتّحدة بشأن قضيّة فلسطين (UNISPAL). وتركّز الأعمال الأكاديميّة عادة على الجهود الدبلوماسيّة التي بذلتها لجنة التوفيق لتسهيل تنّفيذ قرار الجمعيّة العامّة رقم 194 في السنوات التي أعقبت حرب 1948.
قليلة هي الأعمال التي تناولت البرنامج التقنيّ للجنة، ولا سيما ما يتعلّق بتوثيق وتقييم الخسائر في الأملاك نتيجة الحرب 1948 .

## المهامّ
تقرّر الجمعية العامة تأليف لجنة دولية للتوفيق من ثلاثة أعضاء تقوم بالمهام التالية: -
أ- تتولّى وفق ما تراه ضروريًا بالنسبة إلى الظروف الراهنة المهامّ التي أنيطت وتبسيط الأمم المتحدة بموجب القرار 186(25) الصادر في 14 أيار ((مايو)) 1948م..
ب - تقوم بتنّفيذ جميع المهامّ المعيّنة والتوجيهات التي قد تصدر إليها من الجمعية العامّة أو مجلس الأمن.
ج – تتولى بطلب من مجلس الأمن أيًا من الواجبات المسندة حاليًا إلى وسيط الأممّ المتحدة، أو إلى لجنة مراقبة الهدنة، بموجب قرارات المجلس السابقة. وفي حالة انتقال جميع مهامّ الوسيط الدوليّ إليها يُلغى هذا المنصب.(وقد نصّت المادة الثالثة على أن يقوم الأعضاء الدائمين الخمسة باختيار أعضاء لجنة التوفيق، وقد اختيروا ليمثّلوا فرنسا وتركيا والولايات المتحدة في نفس اليوم) .

## التوجيهات
تحددت مهمّة لجنة التوفيق الأساسيّة في مساعدة الحكومات والسلطات المعنيّة على التوصل إلى تسوية لجميع المسائل العالقة فيما بينها، بما في ذلك ترسيم الحدود، ومستقبل الأراضي الفلسطينيّة التي ظلّت تحت السيطرة العربيّة بعد حرب 1948، أي الضفّة الغربية والقدس الشرقيّة وقطاع غزة. وكان من المقرّر أن يتم ذلك عن طريق مفاوضات تجري بواسطة لجنة التوفيق، أو مباشرة بين الأطراف المعنيّة. وقد زوّدت الجمعية العامة اللجنة بثلاثة توجيهات محددة:
1- ينبغي حماية الأماكن المقدّسة وضمان الوصول إليها. ولهذا أصدرت الجمعيّة العامّة تعليماتها إلى اللجنة لصوغ توصيات بشأن حماية الأماكن المقدّسة في القدس وتأمين الوصول إليها، واستشارة السلطات السياسيّة المعنيّة بشأن ضمانات رسميّة ملائمة بشأن الأماكن المقدسّة خارج المدينة.
2 - ينبغي وضع القدس تحت سيطرة الأمم المتحدة الفعليّة. وكلّفت الجمعية العامّة اللجنة تقديم مقترحات لصوغ نظام دولي في القدس يشمل القرى والبلدات المحيطة.
3- ينبغي السماح بعودة اللاجئين الراغبين في العودة إلى ديارهم في أقرب وقت ممكن، وينبغي للحكومات أو السلطات المسؤولة أن تعوّض اللاجئين عن فقدان أملاكهم أو إلحاق الضرر بها نتيجة للحرب. و أوعزت الجمعيّة العامّة إلى اللّجنة بتسهيل إعادة اللاجئين وتوطينهم من جديد، وإعادة تأهيلهم اقتصاديًا واجتماعيًا، ودفع التعّويضات لهم.
تشكّلت لجنة التوفيق من ممثلين عن الولايات المتّحدة وفرنسا وتركيا، كانوا يتلقّون تعليماتهم من عواصم دولهم. وأنشأت اللّجنة أمانة عامّة مصغّرة، قدّمت المشورة للأعضاء، ونفّذت مهمّات أُخرى، مثل ترتيب اجتماعات غير رسميّة للأطراف. كما أنشأت لجنة عامّة تضم المستشار الرئيسيّ لكلّ عضوٍ، كانت مهمّتها القيام بدراسات، وإعداد تقارير دوريّة عن عمل اللّجنة. وقد سمحت الجمعيّة العامّة للجنة التوفيق بإنشاء هيئات فرعيّة، وتوظيف خبراء تقنيّين، لأداء مهمّاتها والقيام بالمسؤوليّات الموكلة إليها بموجب القرار 194. وعلى هذا الأساس، أنشأت لجنة التوفيق لجنة خاصّة بشأن القدس والأماكن المقدّسة، ولجنة تقنيّة لشؤون اللّاجئين، وبعثة مسح اقتصاديّ، ولجنة خبراء بشأن التعّويضات، ومكتبََا للاجئين، ومكتبََا تقنيََا لِتقييم الأملاك.

## لجنة التوفيق والأونروا
شكّلت لجنة التوفيق والأونروا معََا نظامََا يُشار إليه أحيانََا بإسم نظام اللّاجئين الفلسطينييّن، على الرغم من أنّ ولاية اللّجنة أوسع، فهي تشمل أيضََا التسويّة السلميّة للنزاع ككلّ.  وتقاسمت الهيئتان المسؤوليّة على أسس دبلوماسيّة وتقنيّة؛ فكانت لجنة التوفيق مسؤولة عن مساعدة الأطراف في التوصّل إلى اتفاقات بشأن الإعادة إلى الوطن، وإعادة التوطين، والتأهيل الاقتصاديّ والاجتماعيّ، ودفع التعّويضات للاجئين. وكان على الأونروا القيام بدور في تنّفيذ الاتفاقات. وبصورة أكثر تحديدًا، كان دفع التعّويضات منوطََا بلجنة التوفيق فقط، بينما كانت الأونروا هي المسؤولة وحدها عن تأهيل اللاجئين. وفي حين تشاركت الهيئتان المسؤوليّة عن إعادة اللاجئين إلى وطنهم، وإعادة توطينهم وحمايتهم، إلاّ إنّ تقسيم العمل بهذا الشكل كان مصدراً للخلاف. ويرى المحلّلون أن هذه الخلافات، يضاف إليها مشكلات التنّسيق مع هيئة الأمم المتّحدة لمراقبة الهدنة، كانت سبباً في انتهاء عمليات لجنة التوفيق. كما ساهمت عوامل أُخرى في هذه النهاية، مثل كفاءة أعضاء اللّجنة، والأخطاء التكتيّة في تنّفيذ ولاية اللّجنة، وعدم قدرة اللّجنة على حلّ الخلافات الأساسيّة بين الأطراف.

## عمليّات لجنة الأمم المتّحدة للتوفيق بشأن فلسطين
يمكن تقسيم عمل لجنة التوفيق إلى ثلاث فترات؛ في الفترة الأولى، بين سنتي 1949 و1951.
1. في لوزان (نيسان/ أبريل – أيلول/ سبتمبر 1949)، أدت لجنة التوفيق دور الوسيط، وسعت لتسهيل المفاوضات العربية الإسرائيلية من خلال إعلان مبادئ (بروتوكول لوزان) الذي اتفقت بموجبه الأطراف على إجراء مزيد من المحادثات على أساس قراريْ الجمعية العامة 181 و194. وكان البروتوكول محاولة للجمع بين حرص العرب على عودة اللاجئين، والاهتمام الإسرائيليّ بشأن ترسيم الحدود؛ فشُكّلت اللجنة التقنيّة لشؤون اللاجئين المذكورة أعلاه في حزيران/ يونيو، وقدّمت اللجنة تقاريرها إلى الأمين العام للأمم المتّحدة في أيلول، ثمّ حُلّت ووُضع أعضاؤها تحت تصرّف بعثة المسح الاقتصاديّ.
2. في جنيف (كانون الثاني/ يناير - تموز/ يوليو 1950)، سعت لجنة التوفيق لتيسير التوصّل إلى حلّ شامل من خلال إنشاء لجّان عمل ثنائيّة، وهو إجراء يهدف إلى التوفيق بين رغبة الدول العربيّة في التفاوض ككتلة واحدة و طلبها وساطة اللجنة من جهة، ورغبة إسرائيل في إجراء مفاوضاتٍ مباشرةٍ تتيحها مساعي اللجنة الحميدة من جهة أُخرى، كما أوصت اللجنة بإنشاء لجنة إضافيّة مسؤولة عن الجوانب التي تتسم بتعدّد أطرافها في مشكلة اللّاجئين. وكما في لوزان، انتهت محادثات جنيف من دون التوصل إلى اتفاق. وفي تشرين الأول/ أكتوبر، أنشأت لجنة التوفيق لجنة خبراء معنيّة بالتعّويضات، وهو ما شكّل بداية تحوّل في مساعيها الرامية إلى تسهيل تنفيذ توجيهات الجمعيّة العامّة بشأن اللّاجئين. ويتّضح تمامًا تحوّل لجنة التوفيق من مناقشة المبادئ إلى وضع الترتيبات لحلّ مشكلة اللاجئين مع تبني الجمعية العامة في 2 كانون الأول/ ديسمبر 1950 القرار 393 الذي أنشأ صندوقًا لإعادة إدماج اللاجئين، والقرار رقم 394 في 14 كانون الأول 1950، الذي أنشأ مكتب اللاجئين المذكور أعلاه. ولاحقًا، قام مكتب اللاجئين بإعداد سلسلة موسّعة من التقارير التقنيّة بشأن التعّويضات، وتقدير خسائر الأملاك الناجمة عن حرب 1948 التي قُدرت قيمتها بنحو 100 مليون جنيه فلسطيني، تعريف اللاجئ الفلسطينيّ ذي الصلة بتنفيذ القرار 194، والخطوط العريضة لخطة مشروع تجريبي عن عودة وإعادة توطين مجموعة محدودة من اللاجئين (40.000 لاجئ إجمالاً).
3. في باريس (أيلول/ سبتمبر - تشرين الثاني/ نوفمبر 1951)، تحوّلت لجنة التوفيق إلى وسيط وقدّمت مقترحاتها الشّاملة، فسعت في البداية لتحقيق اتّفاق على بند عدم الاعتداء، ثم ركّزت على تأمين الموافقة على النقاط الخمس التي شكّلت آخر مجموعة من مقترحاتها لتسهيل تنفيذ القرار 194. وشمل ذلك موافقة إسرائيل على عودة عدد محدّد من اللّاجئين، ودفع تعّويضات عن أملاك غير العائدين، والإفراج المتبادَل عن الحسابات المجمّدة، وإعادة النظر المتبادَلة في اتّفاقيّات الهدنة لسنة 1949. وانتهت المحادثات مرة أُخرى دون التوصّل إلى اتّفاق. وفي تشرين الثاني بلّغت لجنة التوفيق الجمعية العامة بأنّها غير قادرة على تنفيذ ولايتها، وأوصت كذلك بإعادة تنظيم بعثة الأمم المتحدة في المنطقة. وقرّرت الجمعيّة العامّة لاحقًا نقل مسؤوليّة الحلّ السياسي إلى الحكومات والسّلطات المعنيّة (القرار 512 الصادر في 26 كانون الثاني/يناير 1952)، كما أوصت (في القرار 513 الصادر في 26 كانون الثاني 1952) بأن تبحث الأونروا في نقل إدارة الإغاثة إلى الدول العربيّة المُضيفة، في حين تواصل الوكالة تقديم الخدمات الصحيّة والرعاية والتعّليم وتغطية تكاليف البرامج.
وما بين سنة 1952 وسنة 1964، عملت لجنة التوفيق، بصورة أساسيّة، على توثيق وتقييم الخسائر في الأملاك الفرديّة منذ حرب 1948. وقد قدّم المكتب التقنيّ، الذي أُنشئ سنة 1952، تقريره النهائي بعد اثني عشر عاماً، وقدّر فيه خسائر أملاك اللّاجئين في المناطق الريفيّة والحضريّة بأكثر من 200 مليون جنيه فلسطينيّ.